# Spododes bifilata
Spododes bifilata är en fjärilsart som beskrevs av Paul Dognin 1918. Spododes bifilata ingår i släktet Spododes och familjen mätare. Inga underarter finns listade i Catalogue of Life.